# عنكبوت ذئبي

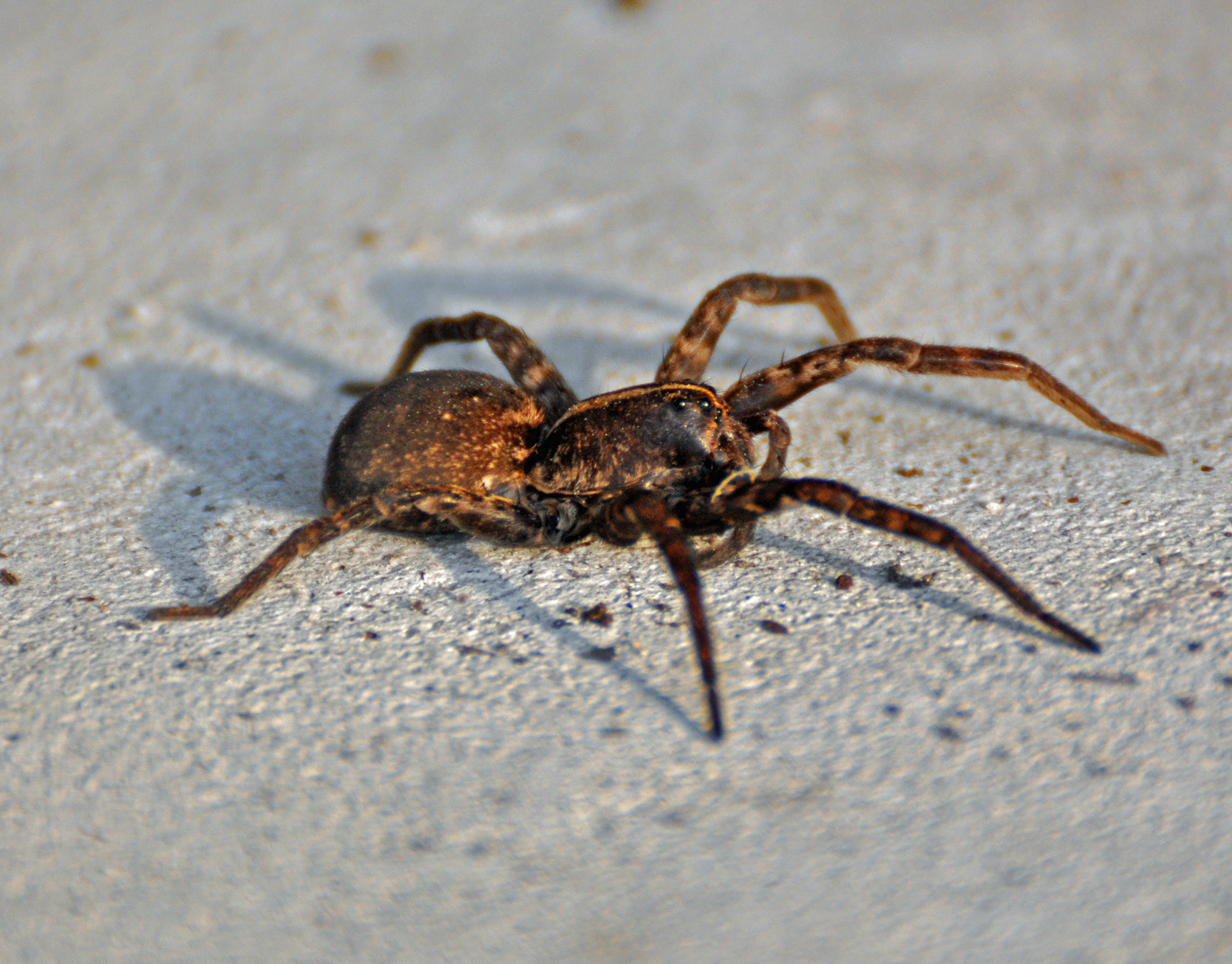
العنكبوت الذئب

العناكب الذئبية أو خَنْدَرقية (بالإنجليزية: Wolf spider)‏ فئة من العناكب الصيادة الأرضية التي لا تصطاد بالشباك كالعادة وإنما تجلس مترقبة لتنقض على فريستها، العناكب الذئبية تنتشر على نطاق واسع جداً أهمه الغابات الاستوائية والأمازونية، للعناكب الذئبية حوالي 2000 نوع أكبرها يصل حجمه تقريباًَ لحجم الكف البشرية.
معظم العناكب الذئبية لها جسم ضخم وأرجل رفيعة والجسم يكون منخفض باتجاه الأرض حتى وقت الركض والسير الطبيعي. سماكة جسم العنكب تتراوح بين 2- 44 مم، لكل عنكب عينين كبيرتين في وسط الرأس وتحتها أربع عيون متجانبة.
تمسك العناكب الذئبية الفريسة بالأقدام الأمامية ثم تهشم فريستها – التي قد تكون طائراً في بعض الأحيان – بواسطة كلابين أماميين مغطيين بالشعر. ما يميز العنكبوت الذئبي الأفريقي هو أنه يأكل كل شيء من حجمه (ويفضل الطيور)، يقبع العنكبوت اللطيف الشكل كما ترى في حجرته داخل التربة منتظراً فريسة طائشة لينقض عليها بمخالبة وبسم زعاف تموت في أقل من دقيقة.

## معرض صور

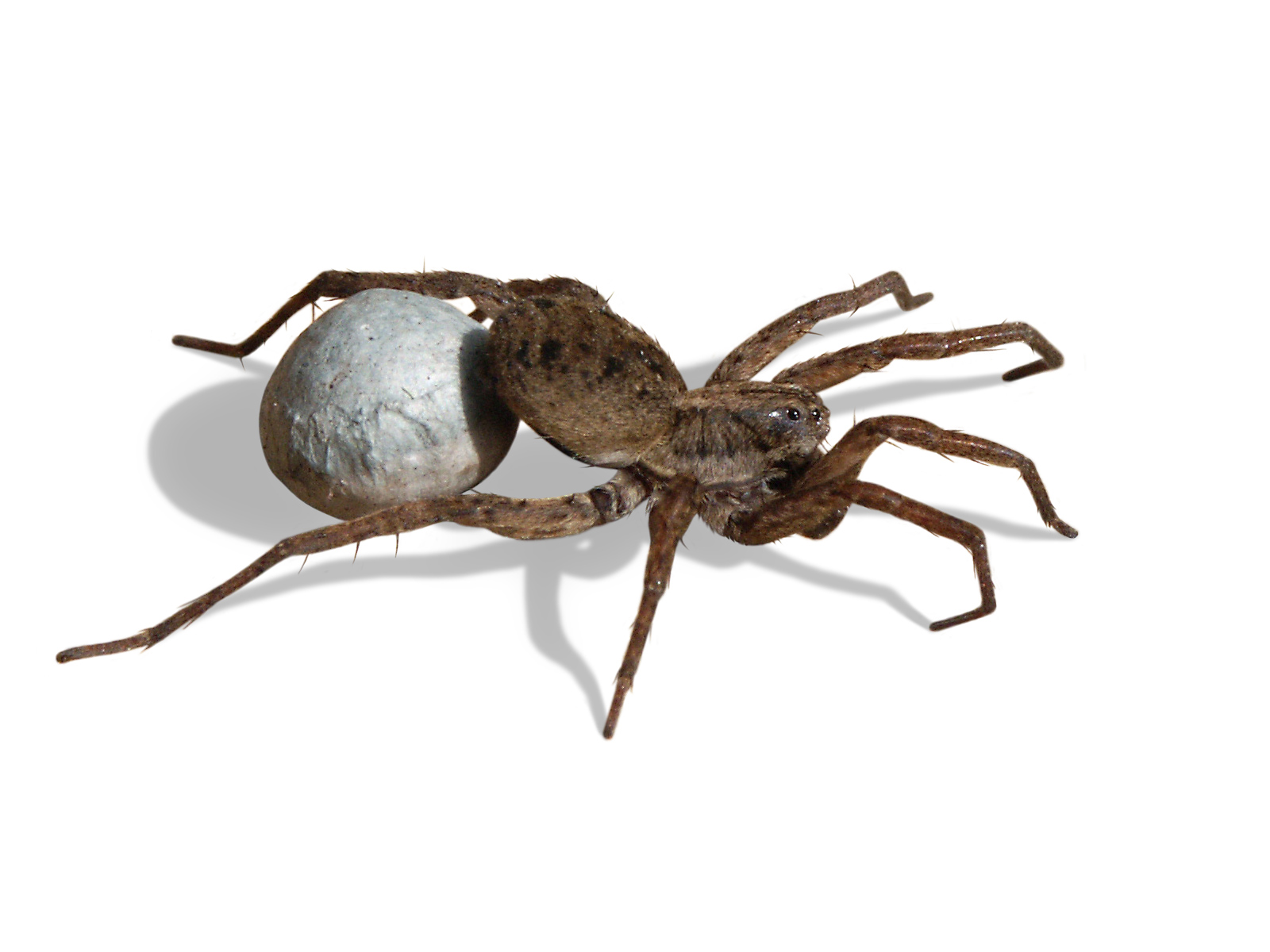
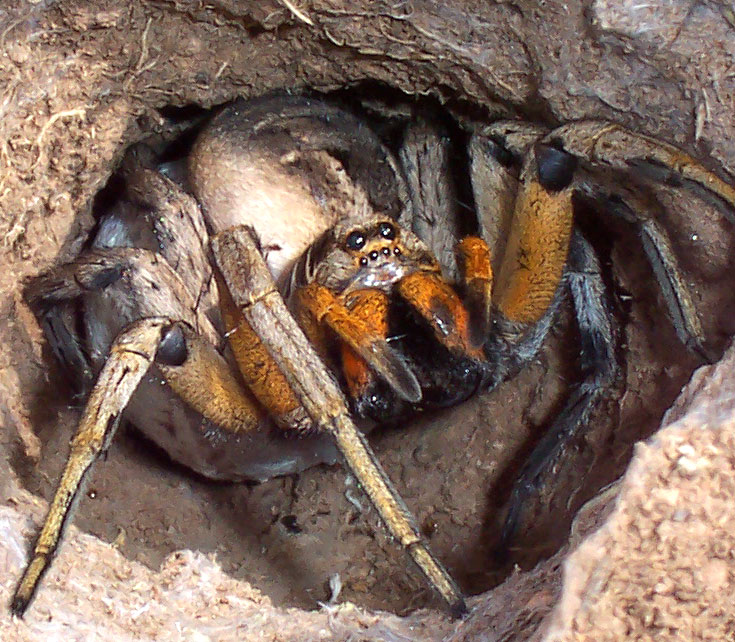
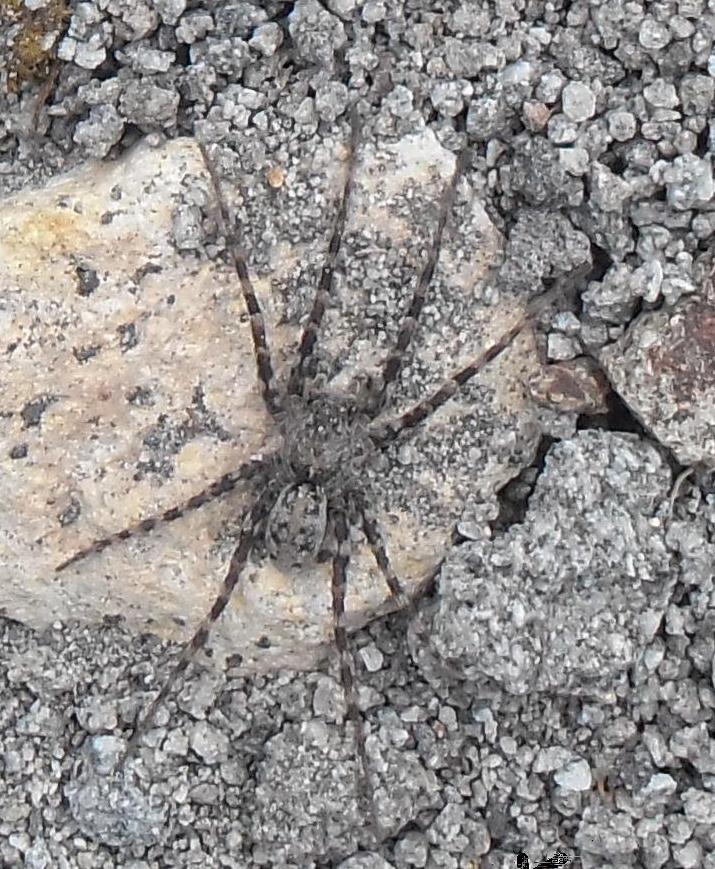
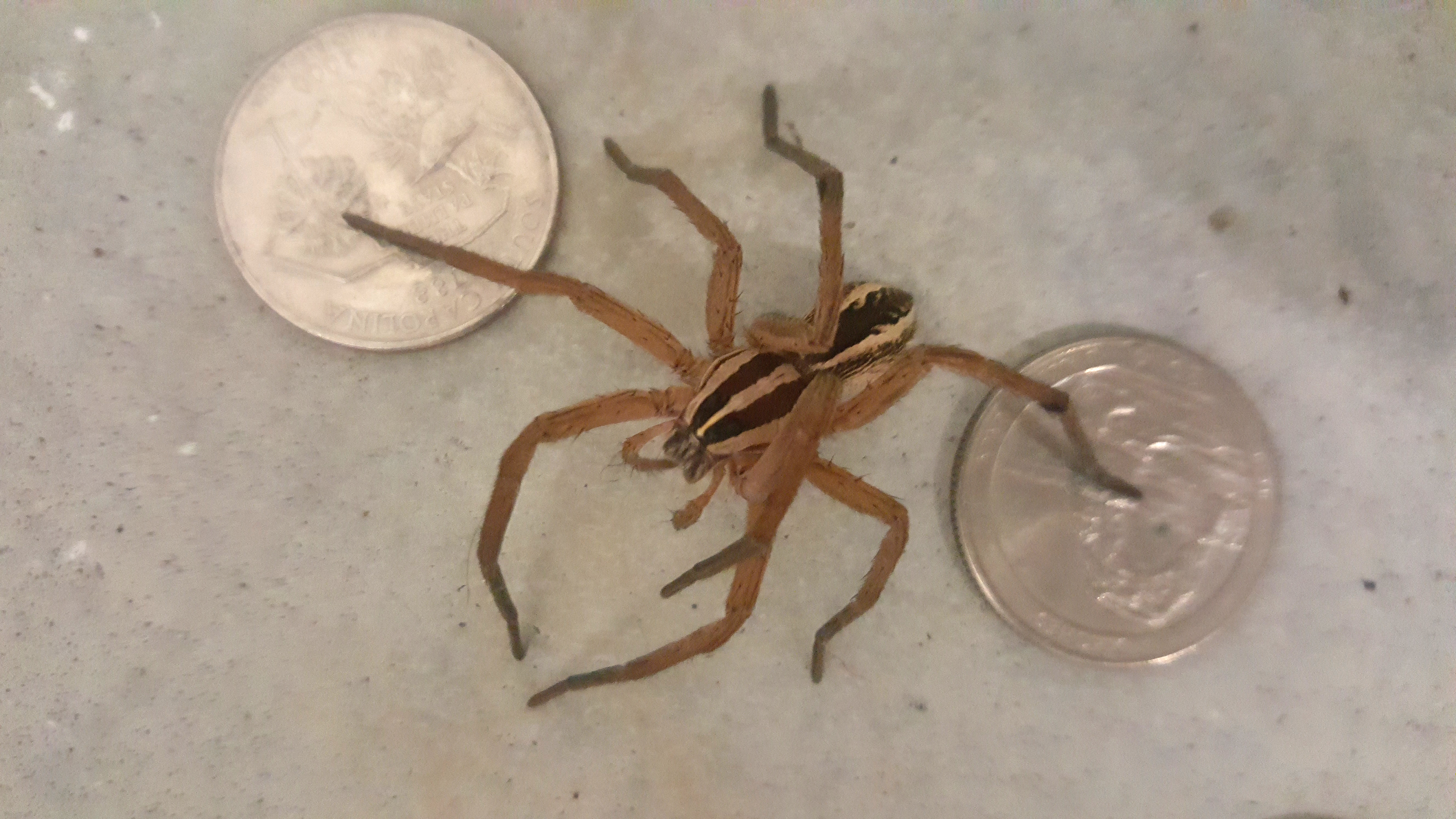
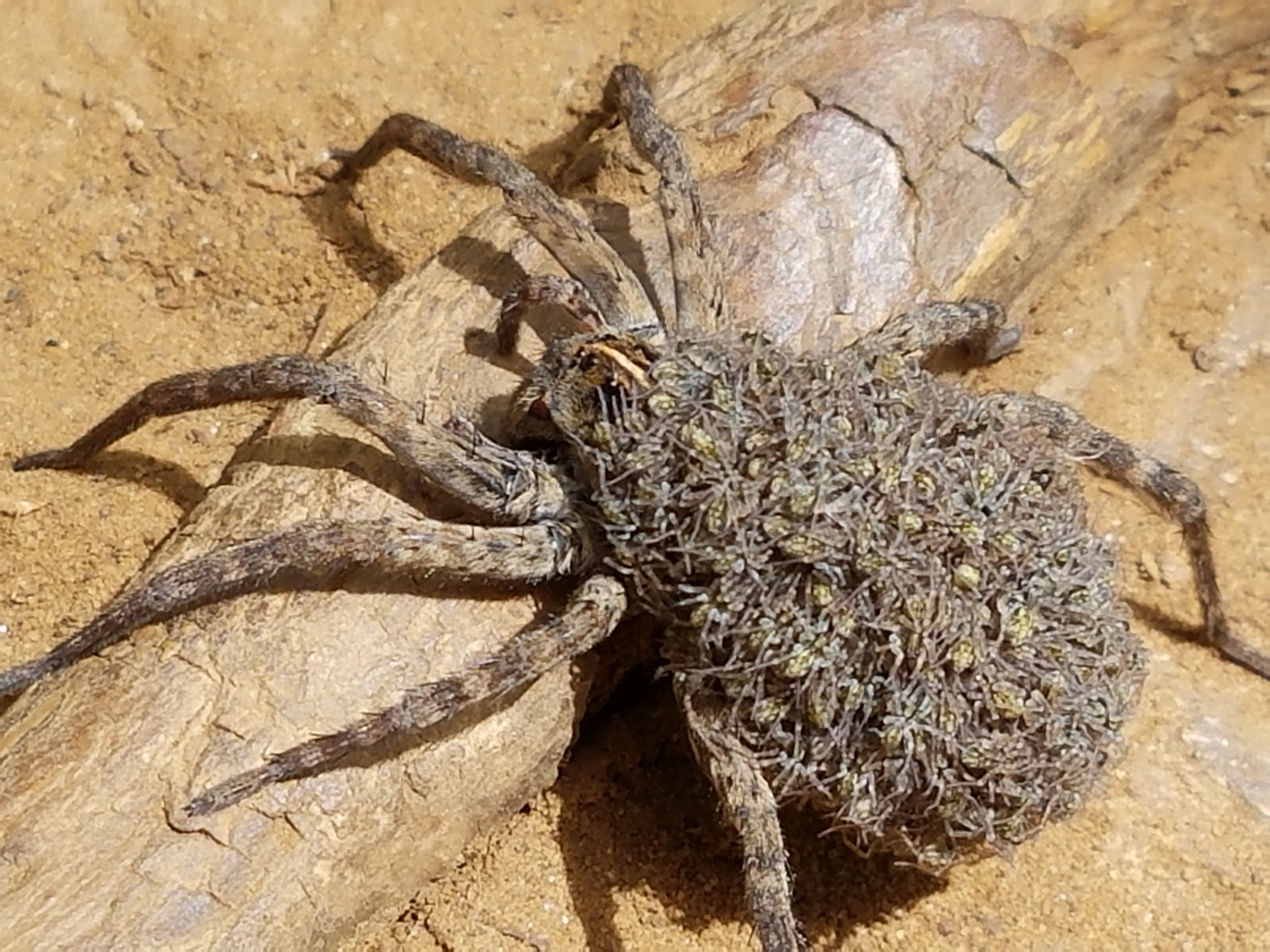

## الأجناس
منها خندرق.